# Derek Bell (kierowca wyścigowy)
Derek Bell (ur. 31 października 1941 w Pinner w Londynie) – brytyjski kierowca wyścigowy, w latach 1968–1972, 1974 startował w wyścigach Formuły 1. Jeździł w bolidach zespołów Ferrari, McLaren, Surtees i Tecno. Wystartował w 16 wyścigach Formuły 1, raz zdobywając 1 punkt. 
Największe sukcesy Bella nie są jednak związane z formułą 1. W latach 1970–1983, 1985–1996 startował on bowiem w 24-godzinnych wyścigach Le Mans, gdzie aż pięciokrotnie wygrywał (1975, 1981, 1982, 1986, 1987) (najczęściej w duecie z Jacky Ickx). Poza tym trzykrotnie święcił tryumf w 24-godzinnym wyścig na torze Daytona International Speedway.

## Starty w Formule 1

### Statystyki
| Legenda oznaczeń w tabelach wyników Wyświetl szablon na nowej stronie | Legenda oznaczeń w tabelach wyników Wyświetl szablon na nowej stronie                                                                     |
| Oznaczenie                                                            | Wyjaśnienie |
| --------------------------------------------------------------------- | --- |
| Złoty                                                                 | Zwycięzca lub mistrzostwo |
| Srebrny                                                               | 2. miejsce lub wicemistrzostwo |
| Brązowy                                                               | 3. miejsce lub II wicemistrzostwo |
| Zielony                                                               | Ukończył, punktował (w klasyfikacji generalnej, gdy zdobył co najmniej jeden punkt na przestrzeni sezonu, poza trzema powyższymi opcjami) |
| Niebieski                                                             | Ukończył, nie punktował (w klasyfikacji generalnej, gdy nie zdobył co najmniej jednego punktu na przestrzeni sezonu)                      |
| Czerwony                                                              | Nie zakwalifikował się (NZ) |
| Czerwony                                                              | Nie prekwalifikował się (NPK) |
| Różowy                                                                | Nie ukończył (NU) |
| Różowy                                                                | Niesklasyfikowany (NS) (w klasyfikacji generalnej, gdy nie został sklasyfikowany w żadnym wyścigu sezonu)                                 |
| Czarny                                                                | Zdyskwalifikowany (DK) |
| Czarny                                                                | Wykluczony (WYK/EX) |
| Biały                                                                 | Nie wystartował (NW) |
| Biały                                                                 | Kontuzjowany (K/INJ) |
| Biały                                                                 | Wyścig odwołany (OD/C) |
| Bez koloru                                                            | Został wycofany (WYC/WD) |
| Bez koloru                                                            | Nie przybył (NP/DNA) |
| Bez koloru                                                            | Nie brał udziału w treningach (NT/DNP) |
| Bez koloru                                                            | Nie został zgłoszony (–) |
| Pogrubienie                                                           | Start z pole position |
| Kursywa                                                               | Najszybsze okrążenie wyścigu |
| †                                                                     | Nie ukończył, ale jego rezultat został zaliczony ze względu na przejechanie więcej niż 90% dystansu wyścigu.                              |
| *                                                                     | Sezon w trakcie |
| 1/2/3                                                                 | Punktowana pozycja w sprincie kwalifikacyjnym                                                                                             |
| Lista systemów punktacji Formuły 1                                    | |

| Sezon | Zgł. | Starty | PKT | P. | P1 | P2 | P3 | Punkt. | PP | NO | NS | DK | Zespoły            |
| ----- | ---- | ------ | --- | -- | -- | -- | -- | ------ | -- | -- | -- | -- | ------------------ |
| 1968  | 2    | 2      | 0   | 39 | -  | -  | -  | -      | -  | -  | 2  | -  | Ferrari            |
| 1969  | 1    | 1      | 0   | 28 | -  | -  | -  | -      | -  | -  | 1  | -  | McLaren            |
| 1970  | 2    | 2      | 1   | 25 | -  | -  | -  | 1      | -  | -  | 1  | -  | Wheatcroft Surtees |
| 1971  | 1    | 1      | 0   | 43 | -  | -  | -  | -      | -  | -  | 1  | -  | Surtees            |
| 1972  | 5    | 2      | 0   | 42 | -  | -  | -  | -      | -  | -  | 2  | -  | Tecno              |
| 1974  | 5    | 1      | 0   | 35 | -  | -  | -  | -      | -  | -  | -  | -  | Surtees            |

| Sezony | Zgł. | Starty | PKT | Najwyższa pozycja (mistrzostwa) | P1 | P2 | P3 | Punkt. | PP | NO | NS | DK | Zespoły |
| ------ | ---- | ------ | --- | ------------------------------- | -- | -- | -- | ------ | -- | -- | -- | -- | ------- |
| 6      | 16   | 9      | 1   | 25                              | -  | -  | -  | 1      | -  | -  | 7  | -  | 5       |

### Podsumowanie startów
| Ważne wyścigi     | Ważne wyścigi                             |
| ----------------- | ----------------------------------------- |
| Debiut            | Grand Prix Włoch 1968 (#1)                |
| Pierwsze punkty   | Grand Prix Stanów Zjednoczonych 1970 (#5) |
| Ostatni           | Grand Prix Kanady 1974 (#16)              |
| Najwyższe pozycje |                                           |
| Kwalifikacje      | 8                                         |
| Wyścig            | 6                                         |